# Nican mopohua
Le Nican mopohua est un récit manuscrit rédigé en nahuatl des Apparitions mariales de la Vierge Marie au Mexique. Nican mopohua (qui peut être traduit ici par « Ici est narré ») n'est pas un titre mais correspond aux deux premiers mots du récit dont l'auteur serait Antonio Valeriano, un contemporain du voyant Juan Diego.
Ce récit de seize pages n'a été publié qu'en 1649 par Luis Lasso de la Vega dans un ouvrage plus important, le Huei tlamahuiçoltica ou « Le grand événement ».
La plupart des autorités s'accordent pour dire qu'« il est probable que le manuscrit nahuatl utilisé par Luis Lasso de la Vega était celui d’Antonio Valeriano, et que son premier récit a été rédigé en 1556 ». Une copie partielle du manuscrit Nican mopohua se trouve à la bibliothèque publique de New York depuis 1880. Une copie intégrale du document se trouve au Centre d'études d'histoire de Mexico Carso (es).
En 1675 ce récit est traduit en espagnol et publié à Mexico.

## L'ouvrage

### Le manuscrit
Le Nican mopohua est le nom sous lequel le premier récit des apparitions de la Vierge Marie au Mexique fut rédigé. Ce récit, en nahuatl, relate les apparitions de Notre-Dame de Guadalupe, qui se seraient déroulées sur la colline de Tepeyac, au nord de la ville actuelle de Mexico en 1531. Nican mopohua (qui peut être traduit ici par « Ici est narré », ou « Voici raconté ») sont en réalité les deux premiers mots de cette histoire dont l'auteur serait Antonio Valeriano, un contemporain du voyant Juan Diego.

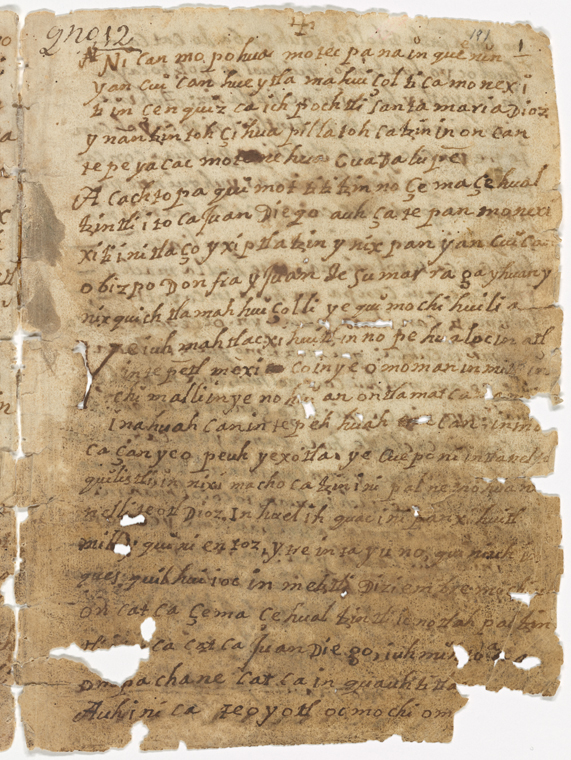
Copie du Nican mopohua conservé à la bibliothèque de New York.

Si la copie originale du manuscrit a été perdue, une copie partielle très ancienne du manuscrit Nican Mopohua (de 16 pages), a été vendue aux enchères à Londres en 1880. Elle se trouve depuis cette date à la bibliothèque publique de New York,, et une copie intégrale du document se trouve au Centre d'études d'histoire de Mexico Carso (es). Une autre copie de ce manuscrit a été retrouvée à la Bibliothèque nationale de France parmi des manuscrits mexicains.

### Contenu et structure
Le Nican Mopohua, a été décrit comme « un joyau de la littérature nahuatl, dont la beauté et la profondeur de pensée la rendent digne de la renommée mondiale », s’appuie sur la beauté des dialogues entre la Sainte Vierge et Juan Diego pour exprimer les sentiments les plus tendres qui soient dans la littérature mondiale. Le document cite la promesse [de la Vierge] d'accorder les vœux des habitants qui la sollicitent ainsi que sa demande de construire un temple sur place.
Le texte est relaté dans un style poétique, typique du plus élégant nahuatl classique et formel dans toute sa beauté. Le Nican Mopohua est unique pour avoir présenté un mélange entre la pensée la plus profonde de Nahuatl et le message chrétien. Richard Nebel insiste sur le fait que le Nican Mopohua n'est pas nécessairement un récit historique, mais un document conçu pour convertir les Nahua et « créer un état d'harmonie entre les différents peuples, cultures et religions, afin que, en une période de changement radical , de nouvelles possibilités de coexistence pourraient être envisagées ».
C’est précisément sur ce point qu’il existe une différence avec d’autres dialogues qui invoquent des éléments d'écrits dramatiques (appelés autos ), dont beaucoup ont été utilisés à des fins de prosélytisme lors de la colonisation espagnole du Mexique. Les autos reflètent uniquement la pensée chrétienne espagnole, tandis que la caractéristique principale du Nican Mopohua est le mélange exceptionnel du meilleur de deux cultures. Léon-Portilla suggère : qu'« il y a [dans le Nican Mopohua] un exposé d'idées clés de la pensée chrétienne, résumées dans le langage et la forme conçus à partir du monde des Nahuas. C'est sans aucun doute ce récit qui cherche à démontrer qui sont Dieu et la Vierge Marie et que leurs relations sont de gentillesse et de protection pour les êtres humains ». L'accent mis sur la beauté d'un événement miraculeux donné par le Nican Mopohua peut être opposé au récit de Miguel Sánchez (es) (publié en 1648), qui se concentre principalement sur les accords entre les récits indiens de l'apparition et les prophéties bibliques, notamment dans Ap 12,2-14 et Ap 21,2.

### Publications
Le Nican Mopohua, qui ne fait que 16 pages, n'a pas été immédiatement publié. Sa publication a eu lieu en 1649, dans un livre intégrant d'autres textes : le Huei tlamahuiçoltica ou « Le grand événement ». Le titre de cette œuvre est en réalité (en nahuatl) « Huei tlamahuizoltica omonexiti in ilhuícac tlatohcacihuapilli Santa María Totlazonantzin Guadalupe in nican huei altepenáhuac México itocayocan Tepeyácac » (soit : « Par un grand miracle est apparue la reine céleste, notre précieuse mère, Sainte Marie de Guadalupe, près du grand Altepetl de Mexico, que l'on nomme ici Tepeyac »).
Le « Huei Tlamahuizoltica » est composé de 36 pages. Il a été publié par le Luis Lasso de la Vega (1605-1660). L'ouvrage contient, entre autres :
- le Nican Mopohua d'Antonio Valeriano, récit des apparitions, qu'Antonio aurait entendu de Juan Diego lui-même.
- le Nican Motecpana de Fernando de Alva Cortés Ixtlilxochitl, qui répertorie plusieurs miracles liés à ces apparitions (14 au total).

Des éléments contenus dans le Nican Mopohua ont été publiés un an plus tôt dans l'ouvrage de Miguel Sánchez (es), imprimé en espagnol en 1648 à Mexico.
En 1675, une nouvelle publication du document est réalisée, traduit en espagnol, et imprimée à Mexico.

## Analyse critique

### Reconnaissances
En autorisant la publication du Huei tlamahuiuçoltica (en 1649), dans un "avis" publié en première page du texte principal, Baltazar González, professeur jésuite parlant le nahuatl et contemporain de Lasso de la Vega, a affirmé que le Huei tlamahuiçoltica « ... est en accord avec ce que l'on sait des faits de la tradition et des annales ».
Aujourd'hui, la plupart des autorités universitaires s'accordent pour dire « qu'il est probable que le manuscrit en nahuatl utilisé par Luis Lasso de la Vega était bien celui d’Antonio Valeriano, et que ce premier récit a été rédigé en 1556 »,,. Ainsi l'historien Edmundo O'Gorman (1906-1995) pense qu’Antonio Valeriano avait écrit Nican mopohua en 1556, et l’historien León-Portilla accepte de la même manière cette hypothèse d’Edmundo O'Gorman.
Aujourd'hui, les catholiques, en particulier ceux du Mexique et des autres pays d'Amérique latine, reconnaissent dans le Nican Mopohua (qu'il ait été écrit par Luis Lasso de la Vega, Valeriano ou un autre auteur inconnu), comme étant le récit primordial de l'évangélisation personnelle de la Vierge Marie aux peuples autochtones des Amériques.

### Contestations
Il existe une « querelle philologique et historique autour d'une possible transmission orale du récit d'apparition jusqu'à sa transcription tardive au milieu du XVIIe siècle ».
Certains chercheurs contemporains ont écrit des textes sceptiques voire critiques sur l'origine de l'image (dessinée sur la tilma de Juan Diego) et les textes des premiers récits. Lisa Sousa (en), Stafford Poole (en) et James Lockhart (en), dans leur édition et traduction de 1998, suggèrent que l'hypothèse la plus raisonnable est que le récit principal de Laso de la Vega est basé sur la publication de Miguel Sánchez (es) (en 1648), et les gravures de Samuel Stradanus (en) du début du XVIIe siècle.

### Nican Mopohua et la théologie de la libération
Selon le professeur d'histoire mexicaine de Cambridge, David Brading (en), « ... le clergé a finalement repris l'engagement romantique avec le folklore culturel qui a caractérisé les années révolutionnaires. De même, l'impact du concile Vatican II (1962-1965) et l'avènement de la théologie de la libération ont eu pour résultat de transformer ce texte en un puissant instrument catéchétique, de par son accent mis sur un paysan pauvre et son acceptation volontaire du message de la Vierge, sans oublier le dédain initial de [l'évêque] Zumárraga, répondaient parfaitement à la nouvelle option pour les pauvres ».

## Sources
- (es) Cet article est partiellement ou en totalité issu de l’article de Wikipédia en espagnol intitulé « Nican mopohua » (voir la liste des auteurs).

- (en) Cet article est partiellement ou en totalité issu de l’article de Wikipédia en anglais intitulé « Huei tlamahuiçoltica » (voir la liste des auteurs).